# 马来西亚网络用语列表
本条目是关于马来西亚通行的网络用语的介绍和列表，其内容大多是广为流行的网络用语。
列表中有部分用语只流行了一段时间，或者只流行于一定范围，而在这段时间或者这个范围之外十分少见；有些用语则进入了日常使用的范围，不再被当作特别的网络用语；有些用语在本义之外，又引申出了新的含义；有些用语十分不正式，或者具有强烈的歧视及侮辱色彩。因此套用这些网络用语时应当仔细考虑是否合适。

## 簡述
馬來西亞的网络用语来源多元化。比较常见的来源有：
1. 借用各种电影、剧集、综艺、小品、相声等的台词；
2. 源于时事、網路迷因、网络文体等；
3. 源于方言和其他語言的词汇；
4. 使用谐音、绰号、缩写等来代替部分词；
5. 因政治敏感词汇而使用的拼音或暗喻词。

很多网络用语的使用相当普及，在馬來西亞整个网络中具有广泛的应用和相同的含义，甚至部分网络用语在其他地区的中文网络中也可通行。同时，有部分网络用语仅在特定的网络群体中使用，如一些网络社区、论坛等都可能产生一些独有的网络用语，而爱好者中也存在一些外人难以明了的特定网络用语。另外由于政治因素，馬來西亞网络的关键词屏蔽较为严苛，造成大量假借与比喻的新造词汇出现。

## 政治类

### 党派及人群
关于特定人物，见下方特定个人。部分用语可能会被用于在政治影响下对多元观点人士进行扣帽，从而达到污名化与打击不同意见的目的，需要留意。

#### 马来西亚
- 卖华公会：指马来西亚华人公会，起因是马华公会與国民阵线在一些議題傾相同立場，被称为马来西亚华人社群的叛徒。[參 1]
- 静静/静静党：指民主行动党因其上台前后言行不一而得名。[參 2]
- type C：指华人，起因是马来西亚一家炸鸡店在回复顾客贴文的时候称type C影响其生意而引起华人不满。[參 3]
- YB：指马来西亚国会议员和州议会议员，起源自尊敬的馬來語：的缩写。
- 大中华胶：指立场偏向中国大陆以及台湾的华人。
- 红豆兵：指亲希盟以及民主行动党的網路使用者。

## 特定个人類

### 马来西亚
- 哭包祥：指现任马来西亚华人公会会长魏家祥，源自2009年马华党争期間時任馬華青年團總團長的魏家祥有感马华民主已亡而忍不住的哭了出来。[參 4]
- 劉廢材：指现任馬來西亞民政運動黨主席劉華才，源自其擔任馬來西亞民政運動主席後無明顯政績。[參 5]
- 张大妈：指现任柔佛古来国会议员张念群，源自在第七次马哈迪内阁担任教育部副部长期间推行的爪夷书法教育引起华人不满。[參 6]
- 暗中来：指前任彭亨文冬国会议员廖中莱，源自2013年马来西亚大选期间的文冬停电假新闻。[參 7]

- 鸡哥：指前任马来西亚首相纳吉·阿都拉萨，源自马来西亚歌手张少林在纳吉入狱后创作的歌曲《鸡哥去度假》。[參 8]
- 倪大炮：指现任霹雳州安顺国会议员倪可敏[參 9]